# Kanton Montastruc-la-Conseillère
Montastruc-la-Conseillère is een voormalig kanton van het Franse departement Haute-Garonne. Het kanton maakte deel uit van het arrondissement Toulouse. Het werd opgeheven bij decreet van 13 februari 2014 met uitwerking op 22 maart 2015.

## Gemeenten
Het kanton Montastruc-la-Conseillère omvatte de volgende gemeenten:
- Azas
- Bazus
- Bessières
- Buzet-sur-Tarn
- Garidech
- Gémil
- Lapeyrouse-Fossat
- Montastruc-la-Conseillère (hoofdplaats)
- Montjoire
- Montpitol
- Paulhac
- Roquesérière
- Saint-Jean-Lherm